# Шейерман, Роберт Яковлевич
Роберт Яковлевич Шейерман (1935, Литвинское, Осакаровский район, Карагандинская область — 2009) — Заслуженный мастер спорта СССР по тяжелой атлетике, чемпион Советского Союза 1961—1964 годы в сумме многоборья. Многократный победитель и призёр СССР в отдельных упражнениях (1959—1964). Чемпион Советского Союза 1961—1964 годы в сумме многоборья. Многократный победитель и призёр СССР в отдельных упражнениях (1959—1964), мировой рекордсмен 1960 года в жиме, 18-кратный рекордсмен СССР в троеборье и жиме. Звание «Мастер спорта СССР» присвоено в 1959 году.
После окончания спортивной карьеры продолжал служить в армии. Начальник спортивного клуба Уральского военного округа (СКА) с 1978 по 1980 годы. Судья Всесоюзной категории по тяжелой атлетике.
Последние годы проживал и похоронен в земле Северный Рейн-Вестфалия, Германия.